# Narodnoosvobodilni boj
Narodnoosvobodilni boj, tudi narodnoosvobodilna borba (kratica NOB) se imenuje odpor prebivalcev Jugoslavije proti okupatorjem med drugo svetovno vojno (1941-1945). Vodilno vlogo pri organizaciji upora je imela Komunistična partija Jugoslavije (KPJ) pod vodstvom Josipa Broza - Tita.

## Nastanek
Narodnoosvobodilni boj je izraz, s katerim označujemo oborožen boj partizanskih odredov Jugoslavije in narodno-osvobodilne vojske proti okupatorjevim in kolaboracijskim enotam na območju Slovenije in Jugoslavije. V času druge svetovne vojne, po okupaciji Jugoslavije, so se nekatere zunaj-parlamentarne stranke in skupine odločile za oborožen boj proti okupatorju.
15 različnih skupin je bilo zbranih v Osvobodilni fronti, ki je združevala Komunistično partijo Slovenije, Krščanske socialiste, levo usmerjeni del telovadne organizacije Sokol, nekatere liberalce, ali skupine, kot sta skupina slovenskih kulturnikov in skupina antifašistične zveze žena. Partizani so odigrali pomembno vlogo pri porazu nacizma in fašizma.

## Žrtve med pripadniki enot NOB
V času druge svetovne vojne so pripadniki Narodnoosvobodilne vojske, ki so se po zgledu iz Sovjetske zveze, imenovali partizani, utrpeli najvišje vojaške izgube v Sloveniji. Ubitih je bilo okoli 27.000 pripadnikov NOB. Velika večina jih je bilo ubitih v spopadih z nemškimi, italijanskimi ali domobranskimi enotami. 1032 jih je umrlo v taboriščih, okoli 830 so jih postrelili kot talce, zaradi mučenj jih je v zaporih umrlo 133. Najmanj 862 jih je bilo razglašenih za pogrešane.